# او-۲۳۸
زیردریایی یو-۲۳۸ (به انگلیسی: German submarine U-238) یک زیردریایی بود که طول آن ۶۷٫۱ متر (۲۲۰ فوت ۲ اینچ) بود. این زیردریایی در سال ۱۹۴۳ ساخته شد.